# 久喜市立太田小学校
久喜市立太田小学校（くきしりつ おおたしょうがっこう）は、埼玉県久喜市にある公立小学校。

## 沿革
- 1873年（明治6年） - 4月1日、吉羽村・西村・野久喜村の3村で組合学校を組織し吉羽学校として開校。
- 1886年（明治19年） - 4月1日、吉羽尋常小学校に改称。
- 1889年（明治22年） - 4月1日、旧太田村、の新設合併に伴い太田村立太田尋常小学校に改称。
- 1947年（昭和22年） - 4月に太田村立太田小学校と改称。
- 1954年（昭和29年） - 7月、南埼玉郡太田村・久喜町・清久村・江面村の合併に伴い、久喜町立太田小学校に改称。
- 1965年（昭和40年） - 1月12日、開校90周年記念事業として校歌を制定。
- 1971年（昭和46年） - 10月、久喜市制施行に伴い、久喜市立太田小学校に改称。

## 施設
- 第一校舎(南校舎)
- 第二校舎(北校舎)
- 体育館
- プール
- ビオトープ
- 校庭遊具
- 迷いの森

## 校歌
- 作詞者 - 宮沢章二
- 作曲者 - 中田喜直

## 交通
- JR東日本・東武鉄道 久喜駅東口より朝日バス（青葉団地循環）で約8分、浄水場前バス停下車、徒歩約5分。